# Arseni Zakrevski
Arseni Andreïevitch, comte Zakrevski (en russe : Закревский, Арсений Андреевич), (13 septembre 1783 - 11 janvier 1865, Florence), est un général et homme politique russe.

## Biographie

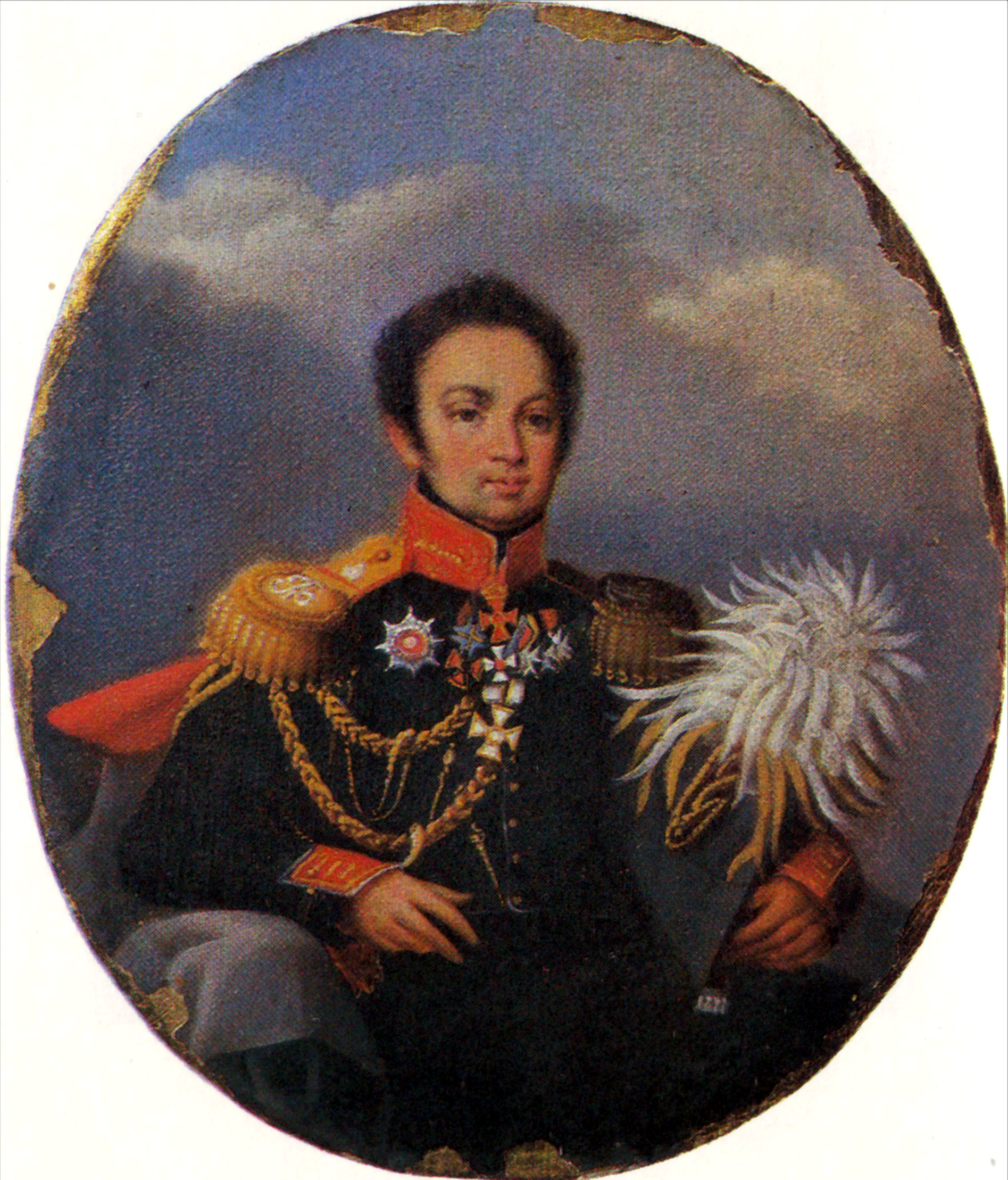
Portrait d'Arseni Zakrevski.

Fils d'un noble d'origine polonaise, il commence sa carrière militaire comme cadet en 1802.
Il est gouverneur général du Grand-duché de Finlande du 30 août 1823 à 1831.
Il est promu général d'infanterie en 1829.
Il est ministre de l'Intérieur de l'Empire russe du 19 avril 1828 au 19 novembre 1831.
Il est maire de Moscou du 6 mars 1848 au 16 avril 1859.